# Cities of Last Things
Cities of Last Things (幸福城市) è un film del 2018 diretto da Wi-ding Ho.
Il titolo cinese letteralmente significa "città felice". La storia è costruita in senso cronologico inverso, con episodi che ricostruiscono la vita di Zhang Dong-ling, dall'età di diciassette anni, fino alla morte.

## Trama
Nel prologo un uomo si schianta a terra dopo un volo da un piano alto di un palazzo.
Nel primo episodio siamo in un futuro non troppo lontano, nel quale il maturo Zhang Dong-ling, irrompe in una balera per strappare la moglie dalle braccia di un uomo che stava avendo con lei un ballo molto sensuale. Zhang viene cacciato quindi si reca da una prostituta che si sta iniettando una sostanza costosissima che farebbe ringiovanire e mantenere belle le donne. La stessa gli consegna poi una pistola. Avvicinato da un pappone che gli propone delle sue clienti, Zhang nota la foto di una ragazza occidentale e volendo conoscerla si reca subito a trovarla. La ragazza ricorda incredibilmente Ara, un suo vecchio amore. Dopo aver consumato del sesso l'uomo cerca di indagare sulle origini della ragazza ma non ottiene niente. Quindi si reca in un ospedale dove è ricoverato il ministro Shi Zhi-Wen che, aggirando il cordone di sicurezza, riesce ad avvicinare e ad uccidere, dopo essersi assicurato di essere stato riconosciuto dallo stesso. Si reca quindi a trovare la figlia, ormai grande e autonoma, che consiglia al padre di lasciare in pace la madre e divorziare. L'uomo si reca in effetti dalla moglie, ma incrociato all'ingresso del palazzo il compagno di questa, Jiu Jin, lo aggredisce fino ad ucciderlo. Raggiunta la moglie la scopre mentre si sta iniettando il siero di giovinezza regalatole dal suo compagno. Zhang le strappa e distrugge la siringa, quindi nasce un alterco al termine del quale l'uomo strangola la moglie. Individuato immediatamente dalla polizia, Zhang, nel ribellarsi al drone-poliziotto che lo minaccia dall'esterno, si getta dalla finestra del palazzo.
Nel secondo episodio un giovane Zhang è un agente di polizia che arresta una taccheggiatrice in un negozio dopo un inseguimento. Quindi, durante un turno di notte, un collega gli concede mezz'ora di pausa per tornare da sua moglie e sorprenderla con un dolce. Zhang entra in casa proprio mentre sua moglie Yu-Fang sta avendo un amplesso con un suo superiore Zhi-When, per altro notoriamente corrotto. Quest'ultimo lo minaccia e lo caccia dicendogli di dimenticare tutto. Al commissariato Zhang apre l'armadietto del collega e sparge nello spogliatoio il denaro sporco di questo. Zhang se ne va e si imbatte nuovamente in Ara, la ragazza occidentale vista precedentemente, di nuovo intenta a rubare in un negozio. Stavolta lui le toglie la merce dalle tasche e gliela paga andandosene. Quindi è raggiunto dai poliziotti in spedizione punitiva che lo raggiungono e lo pestano, finché Ara non giunge a soccorrerlo, facendo dileguare gli aggressori. La ragazza lo introduce ad una festa dove i due assumono delle sostanze e poi lo porta in una casa dove giacciono insieme finché non arrivano i proprietari. Qui si scopre che era proprio la casa di Ara, che però è in dissidio con il padre. Quando torna al lavoro, Zhang è incastrato dai colleghi che lo arrestano per corruzione riversando su di lui le colpe di Zhi-When. Zhang cerca di appellarsi a un superiore ma capisce che sono tutti corrotti e che il suo volersi distinguere è stato controproducente.
Nel terzo episodio un diciassettenne Zhang si impossessa di uno scooter venendo poi inseguito dalla polizia. Contemporaneamente una donna elegante sta anche lei fuggendo da altri poliziotti finché non viene investita da un'auto. Arrestati entrambi, Wang assiste all'interrogatorio del ragazzo che poi va a sedersi vicino a lei. Dai dati appresi la donna capisce che il ragazzo è suo figlio, cresciuto tra mille stenti dalla nonna, sua madre, della quale chiede notizie. La donna, evidentemente coinvolta da anni in affari della malavita, si commuove alla vista del figlio e, senza presentarsi chiede al ragazzo se possa perdonare sua madre. Lui capisce ma si rifiuta di accettare questa realtà affermando che sua madre è morta. Entrambi vengono poi trasferiti in auto. E mentre sono affiancati e lei accenna a delle tenerezze verso il figlio, dei malviventi sopraggiungono sparando alla donna uccidendola. I poliziotti cercano di portare via il ragazzo che, istintivamente, corre verso la donna uccisa, gridando "mamma".
Nell'ultima immagine ci sono un bambino su un'altalena e una donna felici, che mostrano una situazione alla quale alludeva Wang nel commissariato, in cui cercava di stimolare i ricordi di Zhang su una delle pochissime cose condivise insieme quando lui era piccolo.

## Distribuzione
Il film è stato presentato in anteprima al Toronto International Film Festival del 2018 quindi tra ottobre e novembre dello stesso anno è stato distribuito in Asia e dal gennaio del 2019 nel resto del mondo.
La pellicola è stata quindi distribuita internazionalmente su Netflix in maniera graduale dall'11 luglio 2019.